# Seven (bài hát của Taylor Swift)
"Seven" (viết cách điệu bằng chữ thường) là một bài hát của nữ ca sĩ kiêm nhạc sĩ sáng tác bài hát người Mỹ Taylor Swift nằm trong album phòng thu thứ tám của cô, Folklore (2020). Swift đồng sáng tác bài hát này với nhà sản xuất Aaron Dessner, và đây cũng là bài hát thứ hai mà cả hai viết cho album, sau "Cardigan". Bài hát ra mắt khi album Folklore được phát hành vào ngày 24 tháng 7 năm 2020, đi kèm theo đó là một video lời nhạc được đăng tải trên kênh YouTube của Swift.
"Seven" là một bài hát dân ca Mỹ mang ca từ hoài niệm, với nội dung là sự kết hợp giữa góc nhìn hiện tại và quá khứ: một người kể chuyện ở tầm tuổi 30 nhớ về thời thơ ấu của mình ở Pennsylvania, nơi có mối quan hệ trong sáng giữa cô và một người bạn cũ; khi đó cả hai mới 7 tuổi và cô gái không thể hiểu được vấn đề bạo lực gia đình mà người bạn của mình đang phải chịu đựng – và mãi nhiều năm sau này người kể chuyện mới hiểu ra được điều đó. Bài hát được Swift dẫn dắt qua việc sử dụng quãng âm cao trên tiếng đàn dương cầm, với sự hỗ trợ của guitar acoustic, trống và các nhạc khí bộ dây.
"Seven" nhận được đánh giá tích cực từ các nhà phê bình âm nhạc, trong đó nhiều cây bút đã lựa chọn bài hát là nhạc phẩm nổi bật của Folklore vì đã đề cập đến một chủ đề nhạy cảm là lạm dụng trẻ em. Các nhà phê bình cũng chú ý tới phần sáng tác mang đậm tính thể nghiệm và giọng hát ở quãng cao của Swift. Sau khi phát hành Folklore, "Seven" ra mắt ở vị trí thứ 35 trên bảng xếp hạng Billboard Hot 100, vị trí thứ 11 trên Rolling Stone Top 100 và vị trí thứ 7 trên bảng xếp hạng Hot Rock & Alternative Songs của Hoa Kỳ. Bài hát cũng lọt vào top 30 trên bảng xếp hạng của Úc, Canada, Malaysia và Singapore.

## Bối cảnh và phát hành
Swift thai nghén tất cả các bài hát trong album phòng thu tám Folklore như một chuỗi những hình ảnh từ tiềm thức sâu thẳm của cô, là kết quả của trí tưởng tượng "chạy điên cuồng" trong khoảng thời gian nữ ca sĩ tự cô lập bản thân giữa đại dịch COVID-19. "Seven" là bài hát thứ hai mà Swift và Aaron Dessner viết cho album, sau "Cardigan". Dessner cho biết chính "Cardigan" và "Seven" đã vạch ra lộ trình sáng tác cho toàn bộ phần còn lại của album. Anh ví tác phẩm như một bài hát "buồn bã và đầy hoài niệm". Dessner miêu tả quá trình sáng tác là "nhìn lại tuổi thơ và những cảm xúc của tuổi thơ, điểm lại những kỷ niệm và tưởng nhớ chúng", đồng thời nhận định phần lời bài hát "And just like a folk song, our love will be passed on" là khoảnh khắc quyết định của Folklore, là kỷ niệm cho tình bạn và sự hoài niệm.
Folklore được phát hành vào ngày 24 tháng 7 năm 2020, trong đó "Seven" là bài hát thứ bảy trong danh sách bài hát. Trong phần ghi chú giới thiệu album trước khi phát hành, Swift gọi "Seven" là "Chiếc xích đu trên cây trong khu rừng thời thơ ấu của tôi. Những lời vội vã 'hãy cùng nhau bỏ trốn nào' nhưng chẳng bao giờ thành hiện thực." Video lời nhạc của từng bài hát trong album đã được đăng tải trên kênh YouTube của Swift; trong đó "Seven" đã thu hút được hơn 20 triệu lượt xem tính đến hết tháng 2 năm 2024. Bài hát cũng được đưa vào hai tuyển tập nhạc phát trực tuyến của Swift là Folklore: The Escapism Chapter và Folklore: The Saltbox House Chapter, lần lượt được phát hành vào ngày 21 tháng 8 và ngày 27 tháng 8 năm 2020.
Một đoạn trích ngắn của "Seven" đã được phát trong chuyến lưu diễn The Eras Tour (2023) dưới dạng đoạn thoại kết thúc chùm tiết mục của Folklore. Tại buổi hòa nhạc thứ hai của chuyến lưu diễn ở Pittsburgh, nữ ca sĩ đã biểu diễn phiên bản đầy đủ của bài hát cùng với Aaron Dessner trên piano; đây là một trong hai bài hát bất ngờ của đêm diễn – vốn là những bài hát không nằm cố định trong danh sách biểu diễn của chuyến lưu diễn. Swift dành tặng màn trình diễn này cho cha của mình để vinh danh Ngày của Cha, cùng với lời phát biểu: "Bài hát này gắn liền với những kỷ niệm đẹp đẽ vô cùng về thưở ấu thơ và việc được lớn lên ở Pennsylvania."

## Biên soạn và lời bài hát
"Seven" là một bài hát dân ca Mỹ đầy hoài niệm và "tiếc nuối" thể hiện "sự thuần khiết của tình bạn thuở ấu thơ" dưới góc nhìn của cô bé Swift 7 tuổi, vốn khi đó không thể hiểu được những ngược đãi về mặt tinh thần và thể xác mà cô bạn mình đã phải chịu đựng từ cha mẹ. Bài hát cũng mô tả những nỗ lực của cô bé Swift ngây thơ trong việc giúp bạn mình thoát khỏi gia đình và chạy trốn đến Ấn Độ. "Seven" chuyển đổi giữa cách sử dụng thì quá khứ và hiện tại, đồng thời gợi ý về việc nhân vật chính đã từng chứng kiến cảnh bạn mình bị ngược đãi cùng sự bất lực của cô trong việc ngăn chặn sự việc ấy thông qua những ca từ như: "And I've been meaning to tell you / I think your house is haunted / Your dad is always mad and that must be why / And I think you should come live with me / And we can be pirates".
Theo Roisin O'Connor của The Independent, một số câu từ trong bài hát cũng cho thấy Swift "gửi lời tri ân" tới sự ngây thơ thời thơ ấu của mình, cũng như hồi tưởng lại sự trong sáng trong mối quan hệ giữa cô và người bạn cũ – một người mà giờ cô không còn nhớ rõ. Rebecca Karpen của PopMatters đã so sánh chủ đề về nỗi nhớ tuổi thơ và sự tất yếu của việc phải lớn lên với các bài hát mà Swift đã phát hành trước đây như "Stay Beautiful" và "Mary's Song (Oh My My My)" trong album đầu tay Taylor Swift (2006), "The Best Day" từ Fearless (2008), "Never Grow Up" từ Speak Now (2010) và đĩa đơn từ thiện năm 2012 "Ronan". Eric Mason của Slate thì chú ý tới sắc hè mà bài hát gợi lên, đồng thời so sánh điều đó với những hình ảnh xuất hiện trong hai bài hát "August" và "Betty". Theo các cây bút từ Insider và The Advocate, lời bài hát "Or hide in the closet" cũng có thể ám chỉ đến giới tính queer của cô bạn gái.
Về mặt nhạc lý, bài hát được đặt ở khóa Mi trưởng với nhịp độ 95 nhịp mỗi phút. Swift sử dụng quãng âm cao và giọng hát của cô trải dài từ nốt E3 đến B4. Phần khí nhạc sử dụng một bản nhạc dương cầm kết hợp với guitar acoustic, trống, trung hồ cầm, vĩ cầm trầm và vĩ cầm. Giai điệu bài hát mô phỏng theo chuyển động của một con lắc, kéo dài ra ở điểm cao nhất trước khi rơi xuống và bay lên trở lại.

## Đánh giá chuyên môn
Rebecca Karpen của PopMatters cảm nhận "Seven" bằng từ "đau lòng" khi bài hát này mang theo một câu chuyện đầy "kinh hoàng" khiến nữ nhà báo phải "khóc ngay giữa Đại lộ Số 4 giữa ban ngày". Cây viết Jon Caramanica của The New York Times thì cảm thấy bài hát rất "hấp dẫn" với chất giọng "sáng bóng thanh tao" của Swift cùng sự biến đổi giai điệu đậm tính thể nghiệm. Bài đánh giá trên Rolling Stone của nhà báo âm nhạc Rob Sheffield bày tỏ sự tán thành trước việc Swift thay đổi từ phong cách viết lời kiểu tự truyện truyền thống của mình sang cách "để tự nhân vật kể lại câu chuyện của riêng họ." Katherine Rodgers của The Quietus nhận định "giọng hát trầm khàn của Swift đã giành quyền thống trị trên các lớp giai điệu phức tạp và cầu kỳ". Nhà phê bình Anna Leszkiewicz của New Statesman lại định nghĩa bài hát là "một khúc ca khéo léo về sự mạnh dạn đã mất của tuổi thơ". Trong một bài đánh giá đăng trên The Guardian, Laura Snapes đã gọi những thơ ngây mất mát được miêu tả trong "Seven" cùng quá trình tự vấn của người kể chuyện là "tàn khốc". Nhà báo âm nhạc Robert Christgau thì thích chủ đề nhuốm màu tuổi trẻ của "Seven" hơn là những bài hát đậm tính trưởng thành khác trong album. Max Heilman của Riff Magazine ca ngợi cách tiếp cận đậm chất indie folk của Swift cùng giọng hát đầy cương quyết của nữ ca sĩ trong bài hát. Còn cây bút Carl Wilson của Slate thì tán dương Swift vì "viết về lạm dụng trẻ em một cách đầy nhẹ nhàng như thế này quả thật là kỳ tích".
Một số nhà phê bình coi "Seven" là một điểm nhấn trong Folklore. Roison O'Connor chọn đây là "bài hát cảm động nhất trong album." Cùng với việc thừa nhận sự thay đổi của Swift từ mảng nhạc pop, Jody Rosen của Los Angeles Times miêu tả "Seven" là một ca khúc hoài niệm, đồng thời so sánh bài hát với các sản phẩm trước đây của Swift cũng mang nội dung về tình bạn thời thơ ấu. Nữ nhà báo nhận định bài hát "có lẽ là khoảnh khắc đẹp nhất của album" và nhấn mạnh chủ đề nữ quyền trong lời bài hát "Before I learned civility / I used to scream ferociously / Anytime I wanted." Một số nhà phê bình khác lại dành lời khen ngợi cho phần ca từ "Then you won't have to cry / Or hide in the closet" vì nó ám chỉ đến giới tính queer của cô bạn gái. Với các nhà phê bình của NPR, Ann Powers lựa chọn "Seven" là tác phẩm nổi bật trong Folklore khi là tác phẩm tạo nên tấm lưới ký ức của album. Tương tự như Rosen, Powers cũng ca ngợi sự hoài niệm về thuở ấu thơ của Swift – vốn là một chủ đề thường thấy trong các tác phẩm của cô.
Mikael Wood của Los Angeles Times xếp "Seven" là bài hát hay thứ 5 trong album, ca ngợi phần "thể nghiệm trần thuật", trong khi Jason Lipshutz của Billboard xếp bài hát ở vị trí thứ 3, kèm lời khen ngợi về khâu sản xuất, phần khí nhạc và những hình ảnh "đậm tính chân thực". Eric Mason của Slate thì xếp hài hát ở vị trí thứ 2 (sau "Exile"), miêu tả bài hát là "một trong những khoảnh khắc thư giãn nhất của Folklore" và ca ngợi sự trưởng thành của bài hát so với các tác phẩm trước đó của cô. Sheffield xếp "Seven" là bài hát hay thứ 19 trong sự nghiệp của Swift (tính đến Folklore), ca ngợi những "bí ẩn ngày càng khó hiểu mà cô đang cố gắng sống chung." Callie Ahlgrim và Courteney Larocca của Insider thì liệt kê "Seven" trong số bảy bài hát hay nhất trong album và gọi phần lời bài hát đậm chất hoài niệm đó là "thứ ma thuật kỳ quái đầy thuần khiết", đồng thời so sánh đoạn điệp khúc với "một tách cà phê espresso." Ryan Leas của Stereogum thì viết rằng bài hát đã dần "san bằng [anh] sau từng lần nghe" và xếp tác phẩm làm bài hát yêu thích thứ tư của anh trong năm 2020. Mặt khác, bài đánh giá về Folklore của Jillian Mapes trên Pitchfork lập luận rằng mặc dù "Seven" không phải là một "sai lầm hoang dại", tác phẩm lại khó có thể so sánh với các bài hát còn lại trong album.

## Diễn biến thương mại
Sau khi phát hành Folklore, "Seven" ra mắt ở vị trí thứ 35 trên bảng xếp hạng Billboard Hot 100 cùng với 15 bài hát khác trong album, và ở vị trí thứ 11 trên bảng xếp hạng Rolling Stone Top 100. Ngoài ra, bài hát còn ra mắt ở vị trí thứ 7 trên bảng xếp hạng Billboard Hot Rock & Alternative Songs. Bài hát cũng lọt vào top 20 tại Úc, Malaysia và Singapore.

## Trong phương tiện đại chúng
"Seven" được phát trong phần danh đề cuối bộ phim truyền hình tuổi mới lớn Summering (2022). Bài hát cũng được sử dụng trong tập cuối mùa thứ hai của loạt phim truyền hình Anh Quốc Trái tim ngừng nhịp.

## Đội ngũ thực hiện
Đội ngũ thực hiện được trích từ phần ghi chú của album và Tidal.
- Taylor Swift – giọng hát, sáng tác bài hát
- Aaron Dessner – sáng tác bài hát, sản xuất, thu âm, guitar acoustic, bass, lập trình trống, bộ gõ, dương cầm, synthesizer
- JT Bates – trống, thu âm
- Bryce Dessner – phối khí dàn nhạc
- Bryan Devendorf – lập trình trống, thu âm
- Clarice Jensen – trung hồ cầm, thu âm
- Jonathan Low – trộn âm, thu âm
- Randy Merrill – master
- Kyle Resnick – kỹ thuật, thu âm
- Yuki Numata Resnick – vĩ cầm trầm, vĩ cầm

## Bảng xếp hạng
| Bảng xếp hạng (2020)                     | Thứ hạng cao nhất |
| ---------------------------------------- | ----------------- |
| Úc (ARIA)                                | 16                |
| Canada (Canadian Hot 100)                | 26                |
| Malaysia (RIM)                           | 20                |
| Bồ Đào Nha (AFP)                         | 112               |
| Singapore (RIAS)                         | 17                |
| Thụy Điển Heatseeker (Sverigetopplistan) | 13                |
| Anh Quốc Streaming (OCC)                 | 32                |
| Hoa Kỳ Billboard Hot 100                 | 35                |
| Hoa Kỳ Hot Rock Songs (Billboard)        | 7                 |
| US Rolling Stone Top 100                 | 11                |

| Bảng xếp hạng (2020)                            | Thứ hạng |
| ----------------------------------------------- | -------- |
| Hoa Kỳ Hot Rock & Alternative Songs (Billboard) | 37       |

## Chứng nhận
| Quốc gia                                                    | Chứng nhận | Số đơn vị/doanh số chứng nhận |
| ----------------------------------------------------------- | ---------- | ----------------------------- |
| Úc (ARIA)                                                   | Bạch kim   | 70.000‡                       |
| Anh Quốc (BPI)                                              | Bạc        | 200.000‡                      |
| ‡ Chứng nhận dựa theo doanh số tiêu thụ và phát trực tuyến. |            |                               |